# Иоанн Божий
Святой Иоанн Божий (исп. Juan de Dios, порт. João de Deus), настоящее имя Жуа́н Сида́де Дуа́рте (порт. João Cidade Duarte, исп. Juan  Ciudad Duarte; 8 марта 1495, Монтемор-у-Нову или Касаррубиос-дель-Монте, Кастилия-Ла-Манча — 8 марта 1550, Гранада) — католический святой, основатель общины, впоследствии ставшей конгрегацией бонифратров.

## Биография

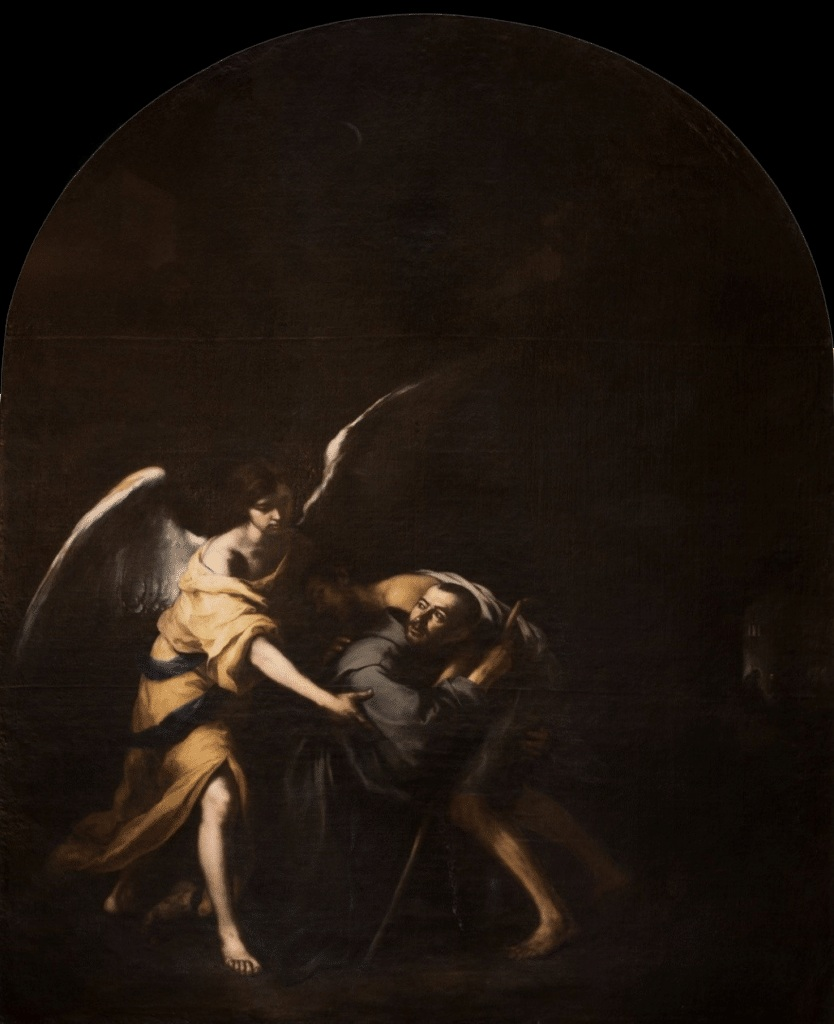
Св. Иоанн Божий на картине Мурильо

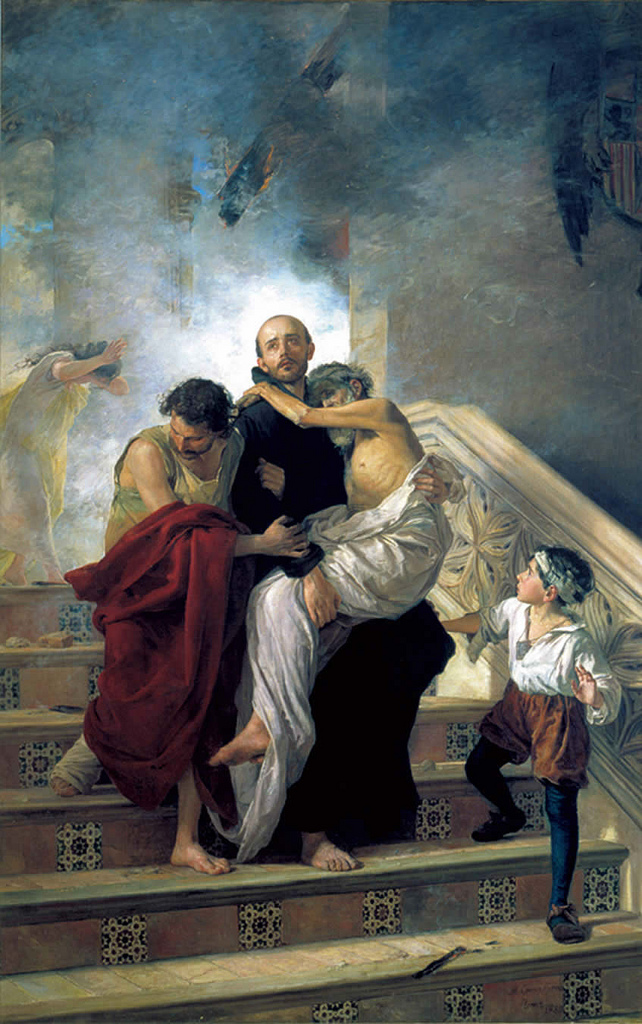
Святой Иоанн Божий спасает больных от пожара в Королевской больнице в 1549 году, Мануэль Гомес-Морено Гонсалес (1880)

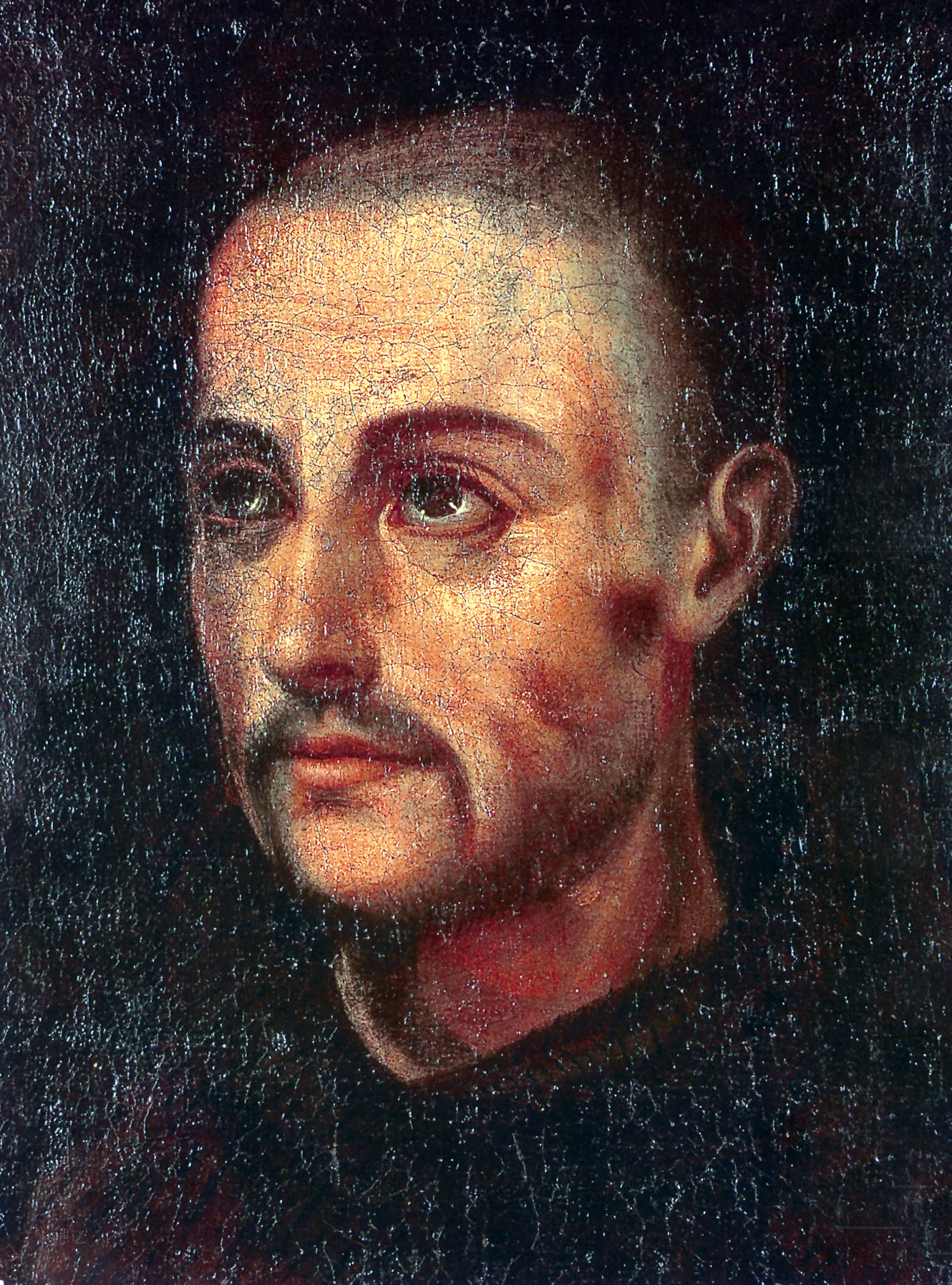
Портрет святого работы Педро Рахиса

Иоанн родился в бедной португальской семье. C 8 лет жил в Испании, где служил у управляющего богатым имением. 
В возрасте 28 лет записался добровольцем в испанскую армию для участия в войне против Франции. 
В 1532 году принял участие в крестовом походе против турок (оборона Вены). После венского сражения вернулся в Испанию, совершил паломничество в Сантьяго, затем посетил родные места, где узнал о смерти своих родителей. 
После поездки в Португалию, намеревался совершить паломничество в Иерусалим для чего отправился в Северную Африку, но так и не смог отправиться на Святую Землю. 
В конце 1530-х годов переселился в Гранаду, где торговал книгами и иконами.
В 1539 году услышал проповедь Иоанна Авильского, которая вызвала в нём потрясение и духовное обращение. Иоанн Авильский стал его учителем и духовным наставником. 
В 1540 году Иоанн арендовал в Гранаде дом, где устроил приют для бедных и госпиталь. У него нашлись сподвижники, составившие ядро первой общины бонифратров (добрых братьев) — Ordo Hospitalarius Sancti Joannis de Deo. Уже после смерти Иоанна бонифратры получили статус монашеского ордена.

## Почитание
Св. Иоанн Божий похоронен в гранадском храме, названном в его честь. 
В 1690 году был причислен к лику святых, в 1866 году провозглашён вместе со святым Камиллом де Леллисом покровителем больных, медицинских работников и госпиталей.
Память св. Иоанна в Католической церкви — 8 марта.